# Pheloconus infector
Pheloconus infector – gatunek chrząszcza z rodziny ryjkowcowatych.

## Zasięg występowania
Występuje we wsch. części USA od Florydy i Teksasu na płd, po Nowy Jork i Indianę na płn.

## Budowa ciała
Osiąga 4,5 - 5,2 mm długości. Ubarwienie ciała czarne z bordowymi i białymi plamami na pokrywach.